# Chlorophorus sumbavae
Chlorophorus sumbavae là một loài bọ cánh cứng trong họ Cerambycidae.